# T-80
Der T-80 ist der letzte Kampfpanzer, der in der Sowjetunion entworfen und vor ihrem Zerfall noch in größerer Stückzahl gebaut wurde. Eine Folgeentwicklung ist der ukrainische T-84.

## Geschichte
Der T-80 ist eine Weiterentwicklung des T-64. Grundlage war ein Beschluss des Ministerrates der Sowjetunion und des Zentralkomitees der KPdSU vom 16. April 1968. Die Entwicklungsgeschichte war sehr komplex: Wegen der andauernden Probleme des T-64 bekamen sowohl Nischni Tagil als auch die Kirowwerke in Leningrad den Auftrag, Verbesserungen am T-64 durchzuführen. Die Kirowwerke wollten den unzuverlässigen 5-Zylinder-Gegenkolbenmotor des T-64 durch eine Gasturbine ersetzen. Es entstand das Objekt 219sp2, das praktisch ein T-64 mit Gasturbine war. Es zeigten sich bei der Erprobung erhebliche Mängel, insbesondere am Leichtbau-Fahrwerk, das der hohen Leistung der zum Einsatz kommenden GTD-1000 mit 1000 PS nicht gewachsen war. Es wurde ein neues Fahrwerk entwickelt und so entstand mit dem T-80 praktisch ein komplett neues Fahrzeug, das etwa 1976 zur Produktion genehmigt wurde. Etwa 1978 wurde der T-80 schließlich als dritter Standardpanzer bei den sowjetischen Panzertruppen eingeführt. Es entstand infolgedessen zwischen den drei Herstellern in Nischni Tagil (T-72), Charkiw (T-64) und Leningrad (T-80) ein starker Wettbewerb, so dass alle drei Typen ständig verbessert wurden. Mitte der 1990er-Jahre wurde die Produktion zugunsten des T-90 eingestellt.
Im September 2023 wurde die Wiederaufnahme der Produktion in Omsk angekündigt.

## Technische Daten

### Antrieb

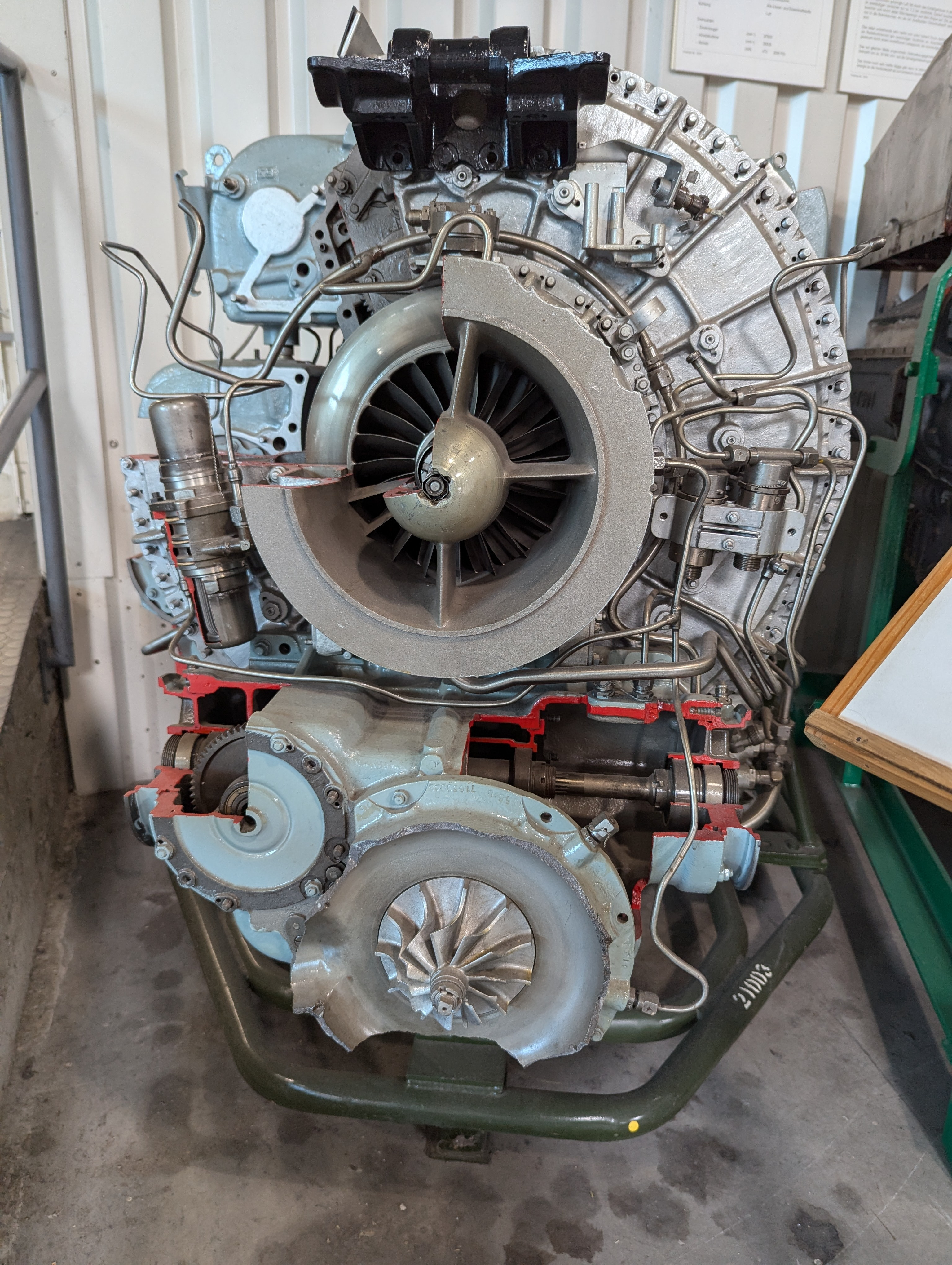
Gasturbine GTD 1000, ausgestellt in der Wehrtechnischen Studiensammlung Koblenz

Der T-80 ist der weltweit erste serienmäßig produzierte Panzer mit einer Gasturbine als Haupttriebwerk. Zunächst kam eine GTD-1000-Gasturbine mit 735 kW (1000 PS) zum Einsatz. Im T-80B wurde die leistungsstärkere GTD-1000F-Gasturbine mit 809 kW (1100 PS) verbaut und schließlich zur 3-Wellen-Gasturbine vom Typ GTD-1250 mit 919 kW (1250 PS) im T-80U weiterentwickelt. Bei einem Gesamtgewicht von ursprünglich etwa 42 t hat der T-80 ein gewichtsbezogene Leistung von 27,2 PS/t, was ihn auch heute noch zu einem der mobilsten Panzer weltweit macht. Nachteilig sind der im Vergleich zum Dieselantrieb hohe Wartungsaufwand und spezifische Kraftstoffverbrauch von 225 g/PSh, da die Gasturbine keinen Wärmetauscher hat. Ohne Zusatztanks hat der T-80 eine Reichweite von 335 km, mit den – bei sowjetischen Panzern üblicherweise am Heck angebrachten – Zusatztanks von etwa 600 km. Die heißen Turbinenabgase können – wie beim M1 Abrams – mit Wärmebildgeräten bereits auf große Entfernung geortet werden.
Zum Betrieb bei abgeschaltetem Hauptantrieb ist eine Hilfs-Gasturbine vom Typ GTA-18 eingebaut.
Die Dieselmotor-Variante T-80UD wurde von KMDB in Charkiw gebaut. Sie ist mit dem Sechszylinder-Mehrstoff-Diesel Zweitakt-Gegenkolbenmotor 6TD mit 735 kW (1000 PS) Leistung ausgestattet.

### Kraftübertragung
Die Kraftübertragung des T-80 erfolgt von der Gasturbine auf die am Heck montierten Antriebsräder über Planetengetriebe. Die Schaltung ist servounterstützt.

### Fahrwerk
Das Fahrwerk ist ein drehstabgefedertes Stützrollenlaufwerk mit sechs Lauf- und fünf Stützrollen auf jeder Seite. Zwischen zweiter und dritter sowie vierter und fünfter Laufrolle wurde ein größerer Zwischenraum gelassen. Die zweiteiligen Laufrollen sind aus geschmiedeten Aluminium- und Stahlteilen zusammengesetzt und mit einer Gummibandage versehen. Das Laufwerk ist mit Hydraulikstoßdämpfern ausgestattet. Die Verbinderketten wurden für den T-80 neu entwickelt und können mit Gummiauflagen zur Geräuschdämmung auf asphaltierten Straßen ausgestattet werden.

### Fahrleistungen
Der T-80 erreicht eine Höchstgeschwindigkeit von 70 km/h auf Straßen und 42 km/h im Gelände. Er ist sehr geländegängig, kann Steigungen bis maximal 60 % überwinden, Hindernisse mit 0,9 m Höhe überklettern und Gräben bis 2,90 m Breite überschreiten. Die Wattiefe des Panzers liegt bei 1,80 m, Unterwasserfahrt ist mit aufgesetztem Schnorchel bis zu einer Tiefe von 5 m möglich.

### Bewaffnung
Der T-80 ist mit einer vollstabilisierten 125-mm-Glattrohrkanone vom Typ 2A46M (später auch 2A46M-1) bewaffnet. Die 125-mm-Kanone ist mit einer automatischen Ladeeinrichtung ausgestattet. Der hydromechanische 6ET-KORZINA-Ladeautomat dreht auf dem Turmboden. Darin sind 28 Geschosse mit der Spitze nach innen liegend angeordnet. Die Treibladungen stehen in einem Winkel von 90° dahinter. Der Automat hebt das Geschoss und die Treibladung hinter den Verschluss, worauf der Ansetzer beide in das Rohr schiebt. Mit diesem Mechanismus ist eine Feuerfolge von sieben bis neun Schuss pro Minute möglich. Bei Ausfall des Ladeautomaten ist ein manuelles Nachladen möglich, allerdings reduziert sich dadurch die Feuergeschwindigkeit auf etwa einen Schuss pro Minute.
Wie bei allen sowjetischen Panzern ist die Munition im Kampfraum des Panzers untergebracht. Bei einer Penetration der Panzerung im Kampfraumbereich besteht dadurch die Gefahr, dass sich diese Munition entzündet und explodiert. Dies bedeutet den Tod der Besatzung sowie den Totalausfall des Panzers.
Die 125-mm-Kanone 2A46M kann folgende Munitionsarten verschießen:
- Unterkalibergeschosse (APFSDS): KE-Pfeilgeschoss mit Treibspiegel, v0 = 1615–1800 m/s.
- Hohlladungsgranaten (HEAT).
- Splitter-Spreng-Granaten (FRAG-HE): Durch Veränderung am Zünder (Detonationszeit nach Aufschlag) kann Splitter- oder Sprengwirkung mit Verzögerung eingestellt werden.

Der Kampfsatz des T-80 besteht aus 39 Geschossen und 6 Rohrraketen, davon 28 im Ladeautomaten als Bereitschaftsmunition. Ein normaler Kampfsatz besteht aus:
- 15 Stück APFSDS-Geschossen vom Typ BM-42. Durchschlag 590–630 mm Panzerstahl-Äquivalent auf 2000 Meter.
- 6 Stück HEAT-Granaten vom Typ BK-29M. Durchschlag 650–750 mm Panzerstahl-Äquivalent.
- 18 Stück FRAG-HE-Granaten vom Typ OF-19 oder OF-26.
- 6 Stück 9K119-Refleks-Lenkwaffen. Durchschlag 650–700 mm Panzerstahl-Äquivalent.[11]

Optional kann folgende Munition verschossen werden:
- HEAT-Granate BK-21M mit Uraneinlage. Durchschlag 550–750 mm Panzerstahl-Äquivalent.
- HEAT-Granate BK-27 mit Dreifach-Hohlladung. Durchschlag 700–800 mm Panzerstahl-Äquivalent.
- APFSDS-Wuchtgeschoss vom Typ BM-29 und BM-32 mit Penetrator aus abgereichertem Uran (DU).

Neben der Hauptwaffe verfügt der T-80 über ein koaxiales 7,62-mm-MG PKT mit 1250 Schuss sowie ein 12,7-mm-Fla-MG NSWT mit 500 Schuss. Die Nebelmittelwurfanlage besteht aus acht Nebelwurfbechern, die seitlich in zwei Gruppen am Turm angebracht sind.

### Feuerleitsysteme

#### T-80
Der T-80 verwendet die primärstabilisierte Feuerleitanlage des T-64A mit dem Zielfernrohr-Entfernungsmesser TPD-2-49 bei unabhängig stabilisierter Visierlinie in der Vertikalen. Der Kommandant verfügt über das unstabilisierte Periskop TKN-3 mit aktivem/passivem Nachtkanal. Nachts ist der Feuerkampf mit dem IR-Zielfernrohr TPN-1 auf eine maximale Kampfentfernung von 800 bis 1000 m beschränkt.

#### T-80B
Beim T-80B wurde das Feuerleitsystem gegenüber dem T-64A/T-80 stark verbessert. Das 1A33-Feuerleitsystem ist mit dem Stabilisierungssystem 2Eh26 sowie dem Ballistik-Computer 1W517 ausgerüstet. Der Richtschütze verfügt über ein in zwei Ebenen blickfeldstabilisiertes periskopisches Zielfernrohr 1G42 mit Laser-E-Messer sowie der 9K112-Lenkwaffenanlage. Als Nachtzielfernrohr dient das aktiv/passive Infrarotzielfernrohr TPN-3. Der Kommandant verfügt über das unstabilisierte Periskop TKN-3 mit aktiv/passivem Nachtkanal.

#### T-80U
Das 1A45-Feuerleitsystem ist mit dem Stabilisierungssystem 2Eh42 sowie dem Ballistik-Computer 1W528 ausgerüstet. Der Richtschütze verfügt über ein in zwei Ebenen blickfeldstabilisiertes periskopisches Zielfernrohr 1G46 (Irtysch) mit Laser-E-Messer sowie der 9S515-Lenkeinheit für die Lenkwaffenanlage 9M119 REFLEKS (Rakete 9M119 INVAR). Ein stabilisiertes aktiv/passives Infrarotzielfernrohr vom Typ TPN-4 Buran-PA mit einer Verbindung zum Monitor des Kommandanten ist ebenfalls vorhanden. Nachts kann der Feuerkampf auf eine maximale Kampfentfernung von bis zu 1300 m geführt werden. Das Feuerleitsystem umfasst eine digitale ballistische Rechnereinheit sowie Umweltsensoren.
Der Kommandant verfügt über eine drehbare Kuppel und fünf Winkelspiegel sowie ein vertikal stabilisiertes Periskop TKN-4S mit Tag- und passivem Infrarotnachtkanal. Der Kommandant kann dem Richtschützen Ziele übergeben und selbständig die Führung der Bewaffnung übernehmen.

### Panzerung

#### Passiver Schutz

##### T-80
Die Panzerung des T-80 besteht aus gegossenem Panzerstahl für den Turm und zusammengeschweißten Panzerstahlplatten für die Wanne. An der Turmfront sind im Gussstahl Hohlräume für die Verbundpanzerung eingelassen. Diese besteht aus zwei Schichten Panzerstahl sowie einer Mittelschicht aus Platten einer äußerst harten Aluminiumlegierung, die mit Glasfasergewebe verstärkt ist. Die gesamte Materialstärke an der Turmfront beträgt etwa 400 mm. An der Wannenfront besteht die Verbundpanzerung aus einer inneren 20 mm starken Schicht Stahl, einer 105 mm starken Mittelschicht aus Steltexolit-GFK sowie einer Außenschicht aus 100 mm hochfestem Stahl.
Die Ausführung T-80 verfügt über folgenden Panzerschutz gegen HEAT- und KE-Geschosse (in RHA):
| Bauteil       | Turm       | obere Turmfront | Wannenfront oben | Wannenfront unten |
| ------------- | ---------- | --------------- | ---------------- | ----------------- |
| KE-Penetrator | 280–450 mm | 200 mm          | 335 mm           | 210 mm            |
| HEAT          | 330–490 mm | 220 mm          | 420 mm           | 210 mm            |

##### T-80B & T-80BW

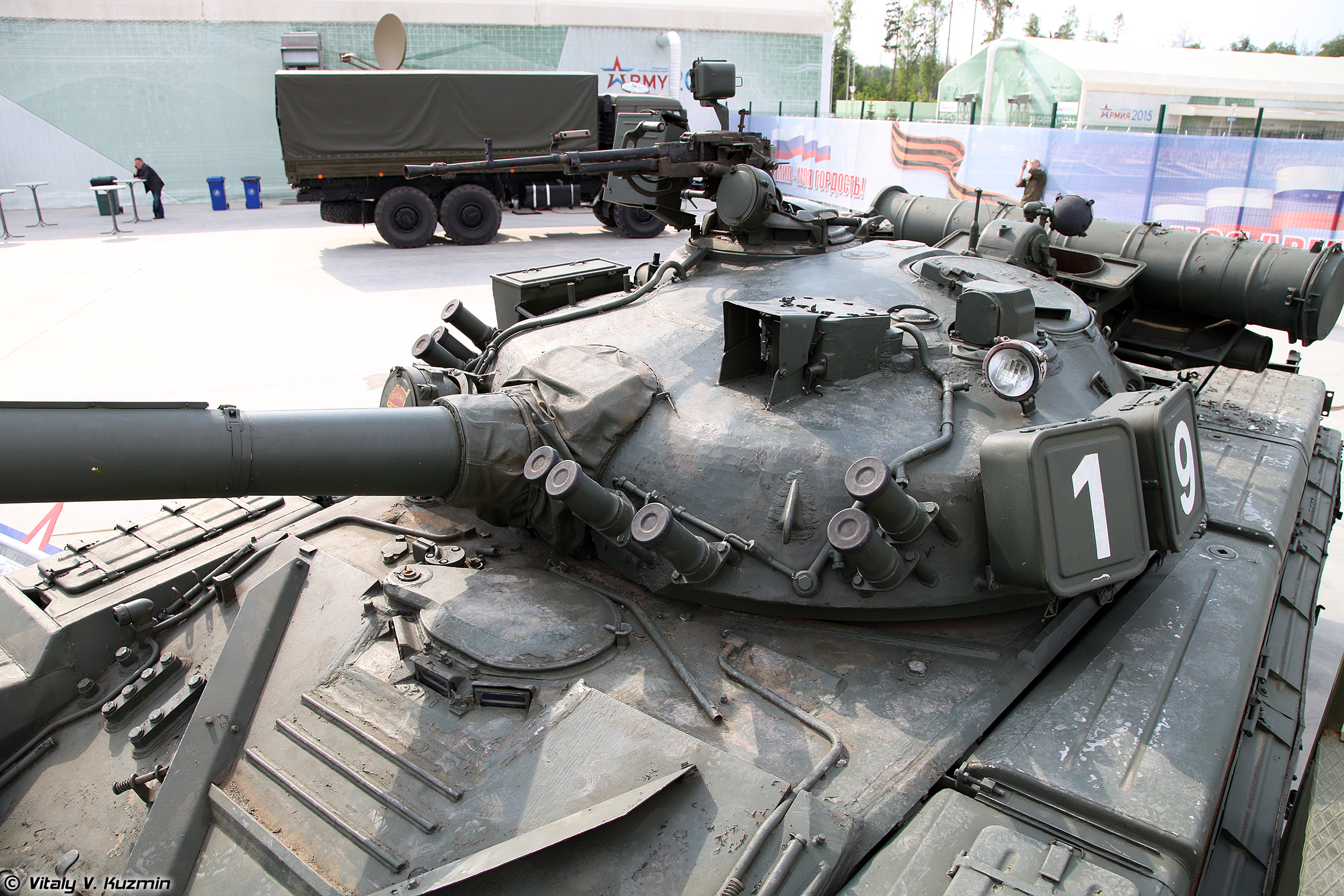
Turmfront eines T-80B mit doppelschichtigem Panzerstahl und einer Kompositpanzerung des Typs Kombination-K.

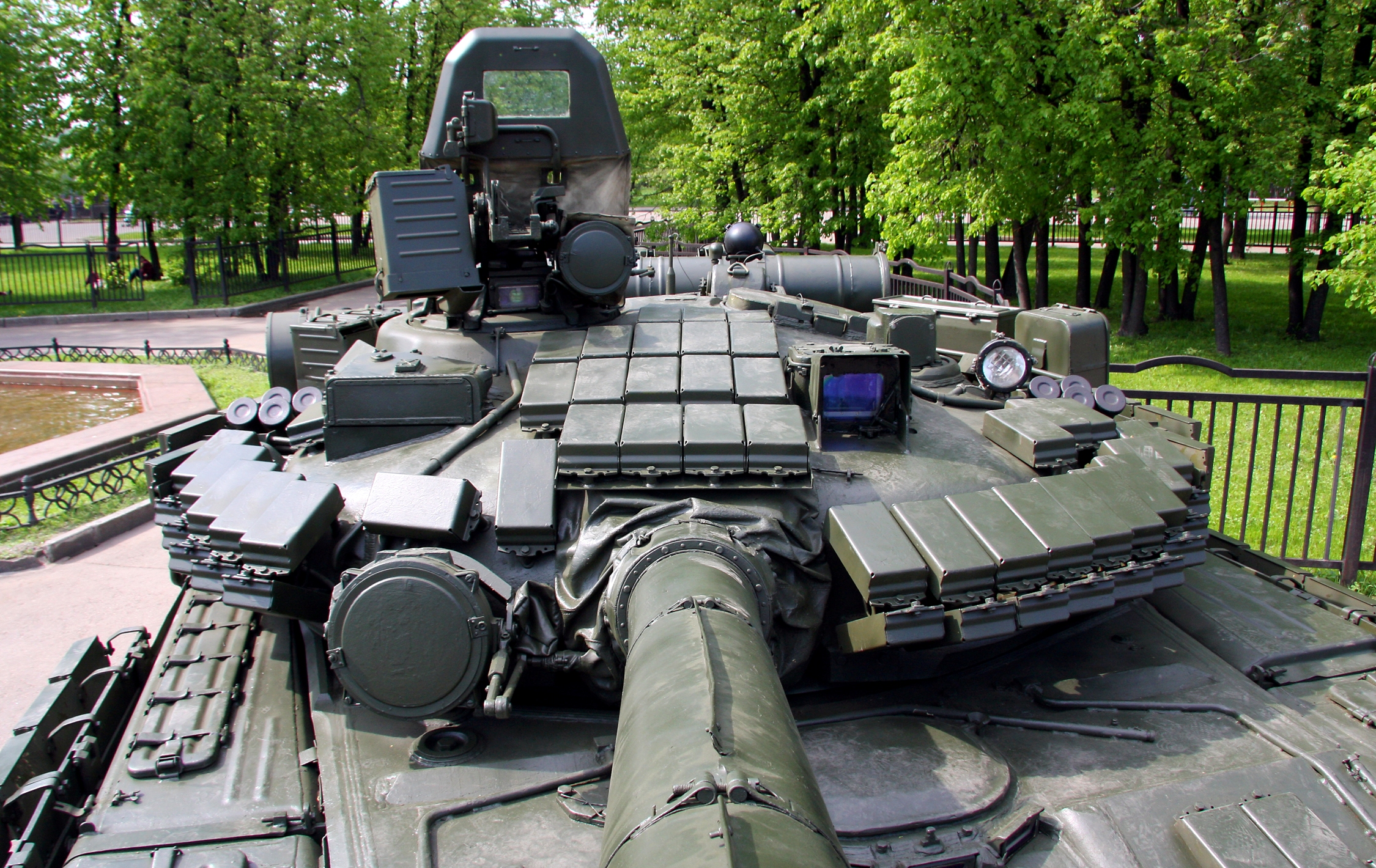
Turmfront eines T-80BW mit Reaktivpanzerung vom Typ Kontakt-1.

Die weiterentwickelte Verbundpanzerung an der Turmfront des T-80B besteht aus ca. 600 mm starkem doppelschichtigem Panzerstahl und einem Hohlraum für die Kompositpanzerung des Typs Kombination-K, die in Steltexolit-GFK eingegossene Korundkugeln (Aluminiumoxidkeramik / Al2O3) enthält. Die Verbundpanzerung an der Wannenfront des T-80B und T-80BW besteht aus einer 40 mm starken Stahl-Innenschicht, einer 105 mm starken Steltexolit-Mittelschicht (einschließlich einer 60 mm starken Keramikplatte) und einer 40 mm starken Außenschicht aus hochfestem Stahl. Beim T-80BW wurde die Wannenfront durch eine zusätzliche aufgeschweißte 30 mm Panzerstahlplatte verstärkt und an Turm und Wanne wurden zudem Reaktivpanzerungselemente vom Typ Kontakt-1 angebracht. Diese Zusatzpanzerung erhöht den Panzerschutz gegen Hohlladungsgeschosse um 25–30 %.
Die Ausführung T-80B verfügt über folgenden Panzerschutz gegen HEAT- und KE-Geschosse:
| Bauteil       | Turm       | obere Turmfront | Wannenfront oben | Wannenfront unten |
| ------------- | ---------- | --------------- | ---------------- | ----------------- |
| KE-Penetrator | 280–500 mm | 290–320 mm      | 415 mm           | 270–360 mm        |
| HEAT          | 450–640 mm | 340–370 mm      | 490 mm           | 320 mm            |

Die Ausführung T-80BW (mit Reaktivpanzerung Kontakt-1) verfügt über folgenden Panzerschutz gegen HEAT- und KE-Geschosse:
| Bauteil       | Turm        | obere Turmfront | Wannenfront oben | Wannenfront unten |
| ------------- | ----------- | --------------- | ---------------- | ----------------- |
| KE-Penetrator | 280–530 mm  | 425–435 mm      | 500–600 mm       | 270–360 mm        |
| HEAT          | 950–1040 mm | 670–910 mm      | 750 mm           | 380 mm            |

##### T-80A & T-80AW
Der T-80A ist mit einer experimentellen Laminatpanzerung am Turm ausgerüstet. Diese besteht aus einer inneren 30 mm starken Schicht Stahl, einer Mittelschicht aus verschiedenen Hartmetallen, Keramik- und Platten aus glasfaserverstärktem Kunststoff sowie einer Außenschicht aus 60 mm Panzerstahl. Die Variante T-80AW ist zusätzlich mit Reaktivpanzerung vom Typ Kontakt-1 ausgerüstet.

##### T-80U

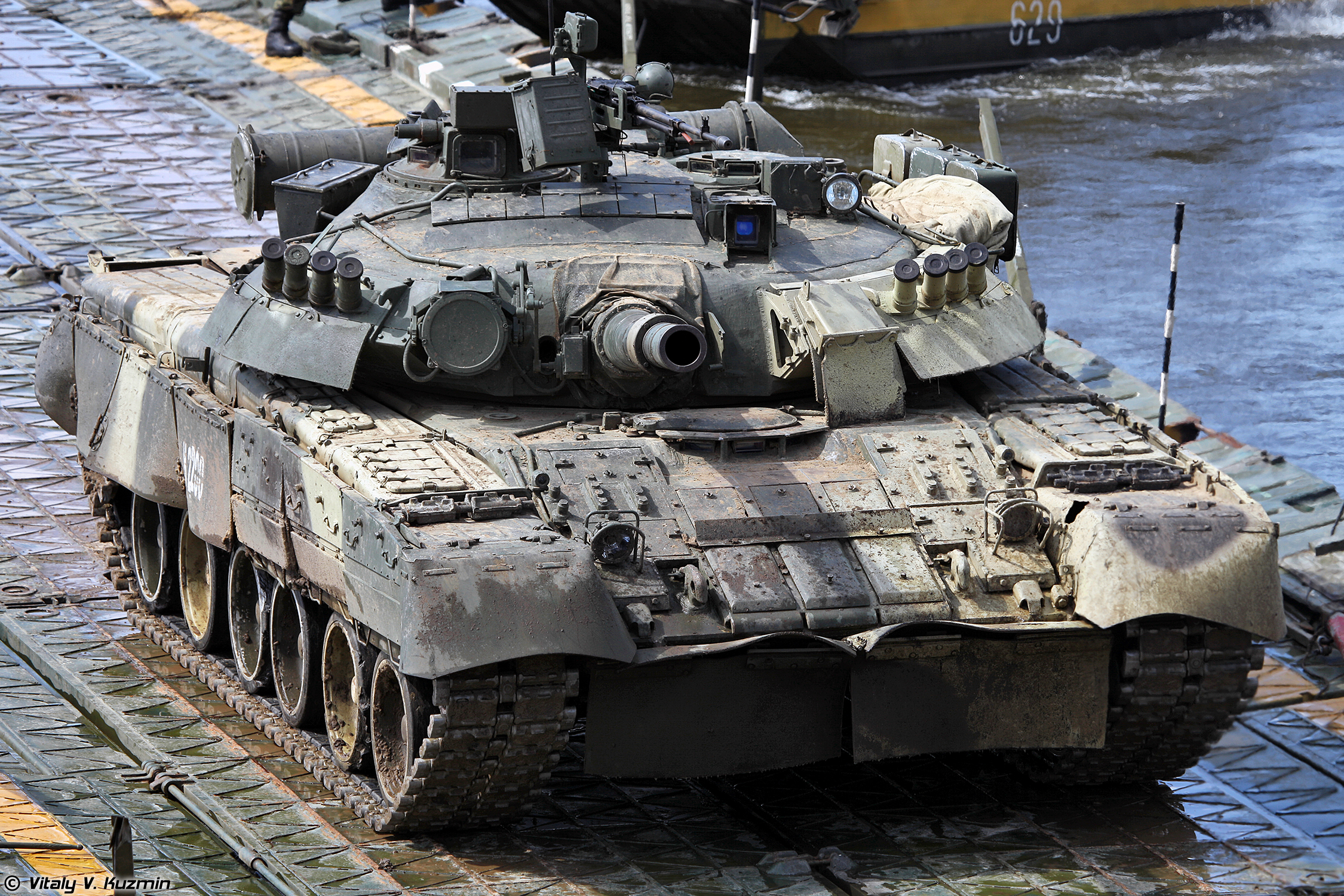
T-80U mit weiterentwickelter Reaktivpanzerung vom Typ Kontakt-5.

Mit dem T-80U wurde im Turm eine neue Verbundpanzerung eingeführt. Im Turm aus Panzerstahlguss befindet sich zwischen der 100 mm starken Außen- und 190 mm starken Innenwand ein 340 mm breiter Hohlraum für die Sonderpanzerung. Der Hohlraum wird in Längsrichtung durch eine 20 mm starke Panzerplatte aus hochfestem Stahl in zwei Kammern unterteilt, in welchen sich die eigentlichen Sonderpanzerungselemente befinden.
Die Sonderpanzerung des T-80U wurde vom Lawrentjew Institut für Hydrodynamik der sowjetischen Akademie der Wissenschaften entwickelt und besteht aus Stahlblechen mit Sacklöchern, die mit einem Kunstharz auf Polyurethanbasis gefüllt sind. Das äußere Blech mit Sacklöchern hat eine Stärke von 100 mm, das innere Blech ist mit nur 60 mm Baustärke etwas dünner. Auf der Innenseite des Hohlraumes ist zudem ein 80 mm starkes Blech aus hochfestem BTK-1Sh-Panzerstahl angebracht. 
Wenn ein Hohlladungsstachel auf eines der Sacklöcher trifft, erzeugt dies eine Schockwelle in der Kunstharzfüllung. Die Schockwelle wird vom Stahlblech reflektiert und in Richtung des Hohlladungsstachels zurückgeworfen, was zu einer Störung des Stachels führt. Laut NII Stali, dem russischen Institut für Stahl, soll diese Art der Panzerung etwa 30–40% höheren Schutz als homogener Panzerstahl gleichen Gewichts gegen Hohlladungen bieten. Die Gesamtdicke der Turmfront beträgt etwa zwischen 630 und 815 mm.
Zusätzlich ist der T-80U mit weiterentwickelter Reaktivpanzerung vom Typ Kontakt-5 ausgerüstet. Diese erhöht im Gegensatz zur Panzerung vom Typ Kontakt-1 auch den Schutz gegen APFSDS-Wuchtgeschosse.
Daraus ergibt sich für den T-80UD (mit Kontakt-5 Reaktivpanzerung) folgender Panzerschutz (in mm RHA-äquivalent):
| Bauteil       | Turm     | obere Turmfront | Wannenfront oben | Wannenfront unten |
| ------------- | -------- | --------------- | ---------------- | ----------------- |
| KE-Penetrator | 780 mm   | 290–390 mm      | 780 mm           | 310–430 mm        |
| HEAT          | 1.320 mm | 700–730 mm      | 1080 mm          | 500 mm            |

Der Innenraum des Panzers ist zum Schutz der Besatzung vor Splittern mit Kevlar-Schutzmatten (spall-liner) ausgekleidet. Der Panzer ist mit einer automatischen ABC-Überdruck-Schutzanlage ausgerüstet: Sie schützt vor chemischen und biologischen Kampfstoffen sowie vor den Wirkungsfaktoren einer Kernwaffendetonation, wie Sofort- und Restkernstrahlung und radioaktivem Staub. Zur Feststellung ionisierender Strahlung und chemischer Kampfstoffe verfügt der T-80 über ein Strahlungsmess- und Kampfstoffspürgerät.

#### Aktive Abwehrmaßnahmen
Neuere T-80U sind mit dem Schtora-1-Abwehrsystem ausgerüstet. Dieses beinhaltet ein IR-Störgerät, ein Laserwarnsystem mit vier Laserempfängern sowie eine Nebelwurfanlage. Das System wird von einem Computer gesteuert und reagiert automatisch. Das System erkennt die Zielbeleuchtungs- und Steuersysteme gängiger Panzerabwehrlenkwaffen und stört diese Systeme.

## Kriegseinsätze

### Tschetschenienkriege
Der T-80 kam bei Konflikten in den ehemaligen Sowjetrepubliken zum Einsatz. In größerem Umfang wurde der T-80 im Ersten und Zweiten Tschetschenienkrieg eingesetzt. Bei den Kämpfen in Grosny erlitten die T-80B-Verbände hohe Verluste. In den engen Straßen wurden die Marschkolonnen der T-80B und T-72 von erhöhten Positionen aus den Gebäuden mit RPG-Panzerbüchsen beschossen. Die Hohlladungssprengköpfe dieser Waffen durchschlugen mühelos die Dachpanzerung. Solche Treffer führten in der Regel zu einer sofortigen Explosion des Panzers und damit zum Tod der Besatzung. Die Frontalpanzerung des T-80BW wurde dagegen nur in wenigen Fällen durchschlagen. Bei diesem Konflikt erwiesen sich der hohe Treibstoffverbrauch und der große Wartungsaufwand des T-80 als äußerst nachteilig.
Der T-80 war bei den Gefechten tschetschenischen T-72 und T-62 überlegen. Die hohen Verluste in Tschetschenien resultierten allerdings auch aus dem schlechten Ausbildungsstand der Besatzungen sowie der mangelhaften Taktik. Insbesondere die fehlende Luftunterstützung sowie die mangelhafte Aufklärung wirkten sich verheerend aus.

### Russischer Überfall auf die Ukraine 2022
Beim russischen Überfall auf die Ukraine setzen sowohl die Streitkräfte Russlands wie auch die ukrainischen Streitkräfte den T-80 ein. Mit Stand von Anfang Juni 2024 haben die Streitkräfte Russlands mindestens 870 T-80 und die ukrainischen Streitkräfte mindestens 63 T-80 verloren. Nach Medienberichten bietet Pakistan der Ukraine die Lieferung von 44 T-80UD bei finanzieller Gegenleistung durch westliche Länder an.

## Nutzerstaaten
Aktuelle Nutzer

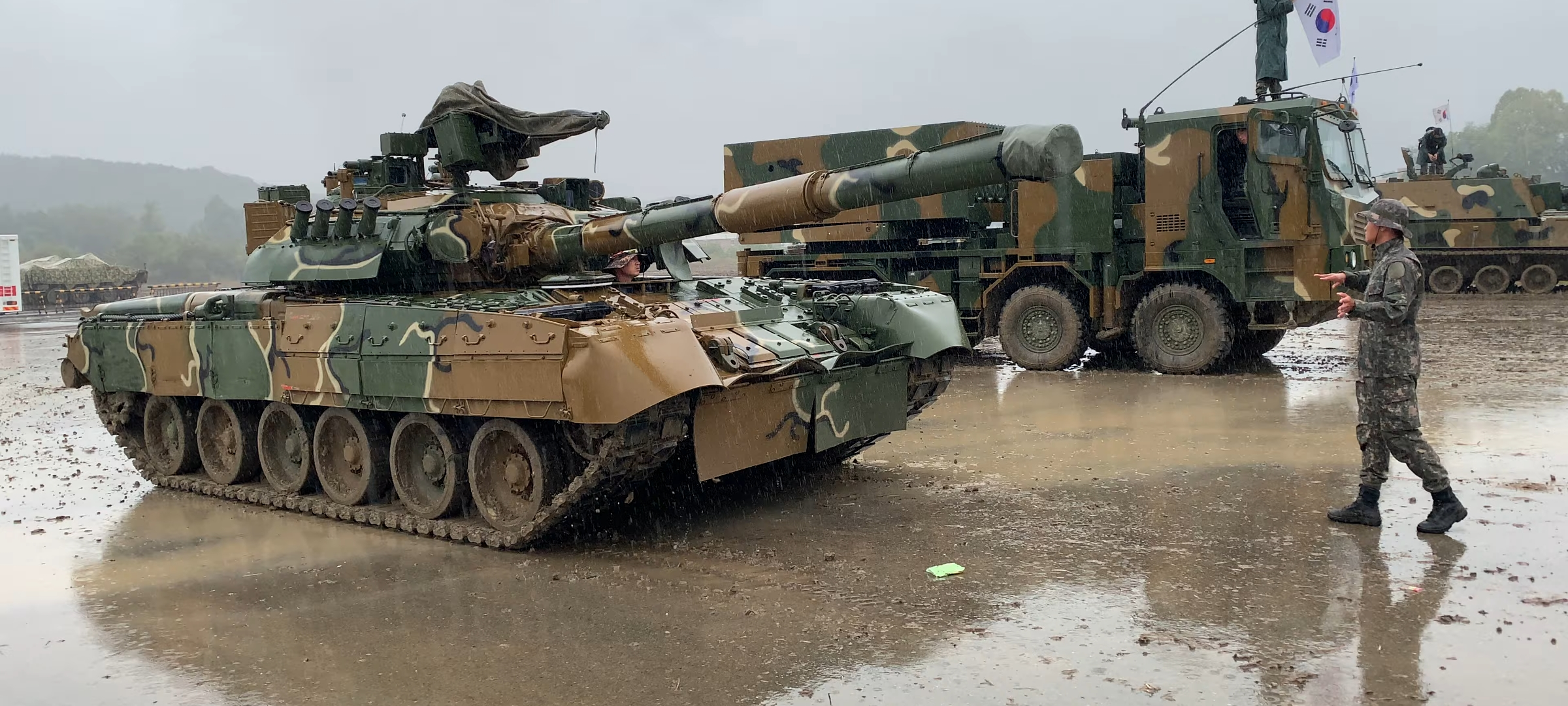
Südkoreanischer T-80U

- Pakistan – Stand Januar 2018 befanden sich 320 T-80UD  im Dienst.[20]:292
- Russland
Russisches Heer – Stand Januar 2022 befanden sich 310 T-80BW und T-80U sowie 170 T-80BWM im Dienst.[21]:194
Russische Marineinfanterie – Stand Januar 2022 befanden sich 50 T-80BW und 50 T-80BWM im Dienst.[21]:199
Weitere 3000 T-80 sind eingelagert.[21]:194
- Südkorea – Stand Januar 2018 befanden sich 80 T-80U  im Dienst.[20]:278
- Ukraine – Stand Januar 2022 befanden sich 34 T-80 im Dienst. Weitere T-80 sind eingelagert.[21]:194
- Zypern – Stand Januar 2018 befanden  sich 82 T-80U  im Dienst.[20]:92

Ehemaliger Nutzer
- Armenien – Spätestens bis zum Januar 2018 aus den armenischen Streitkräften ausgemustert.[20]:181

## Versionen

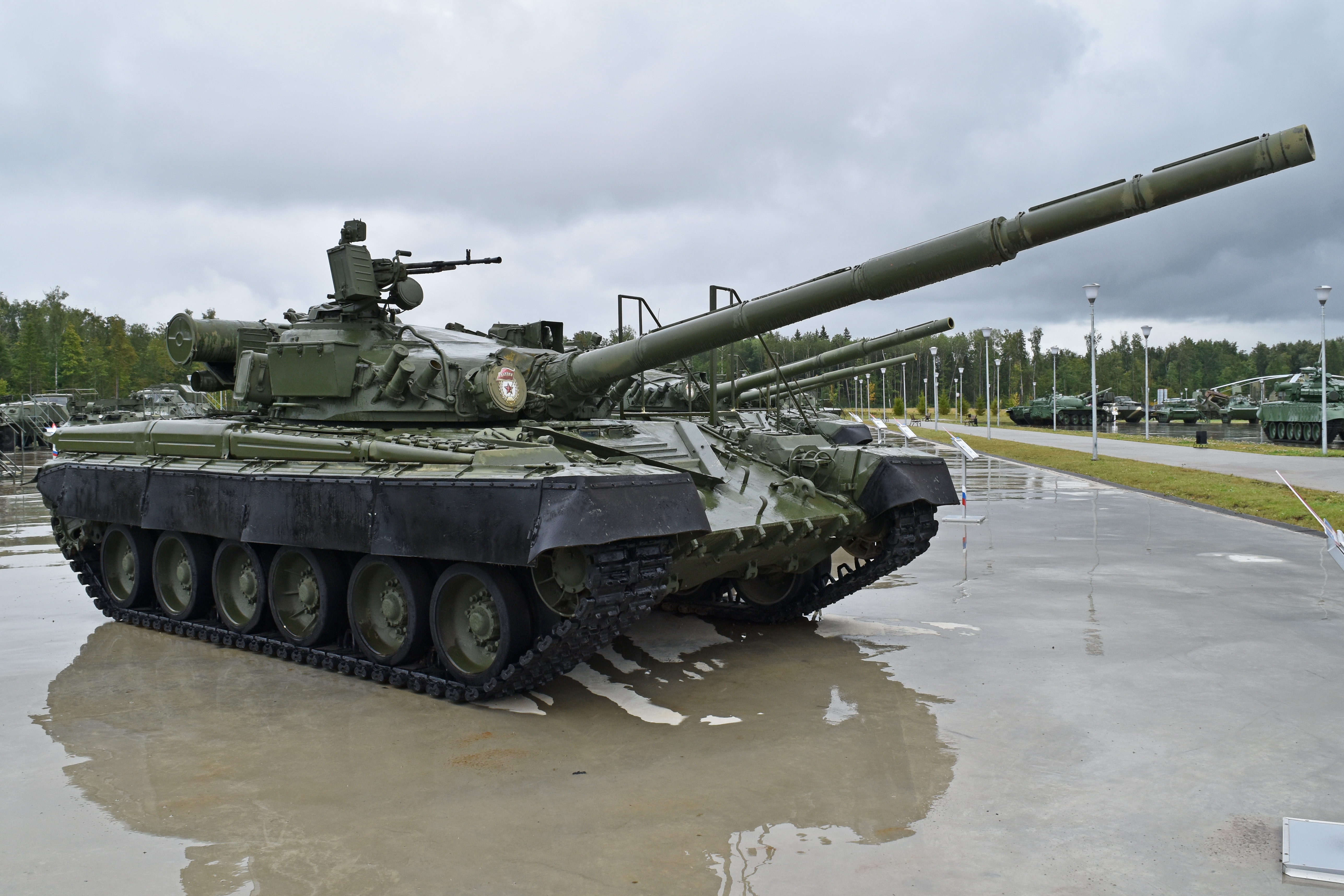
T-80B

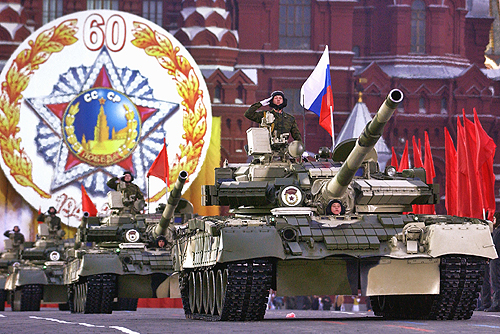
T-80BW der russischen Armee

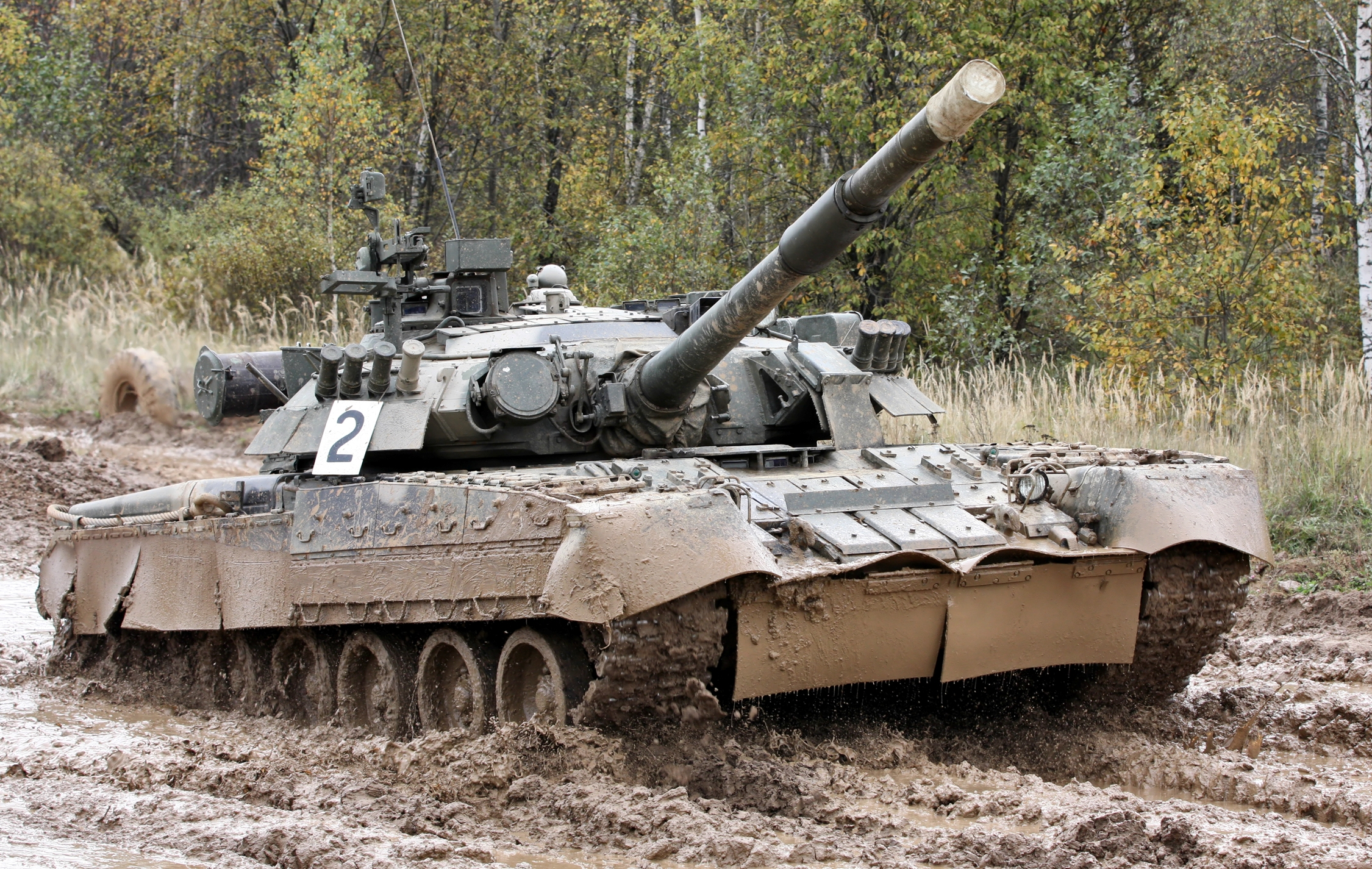
T-80U

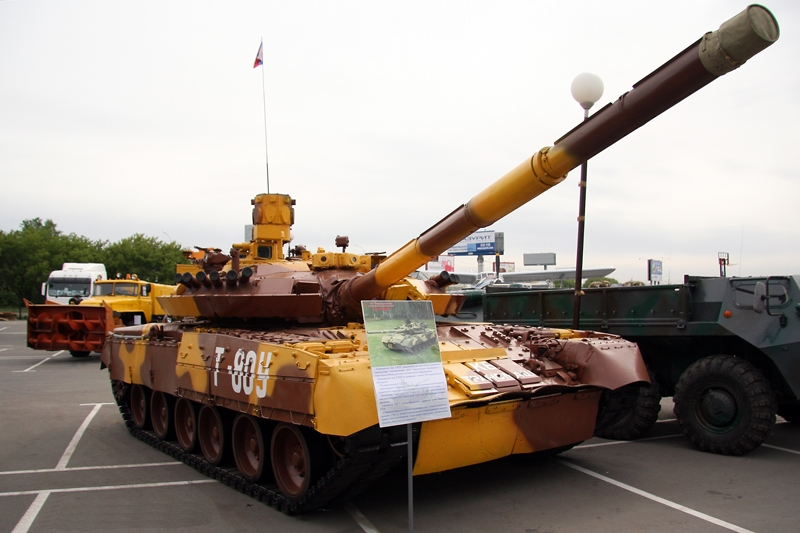
T-80UM-1

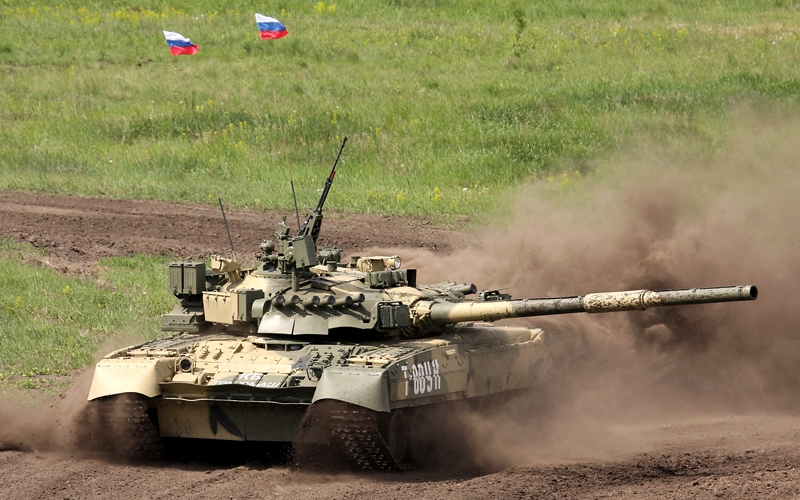
T-80UK

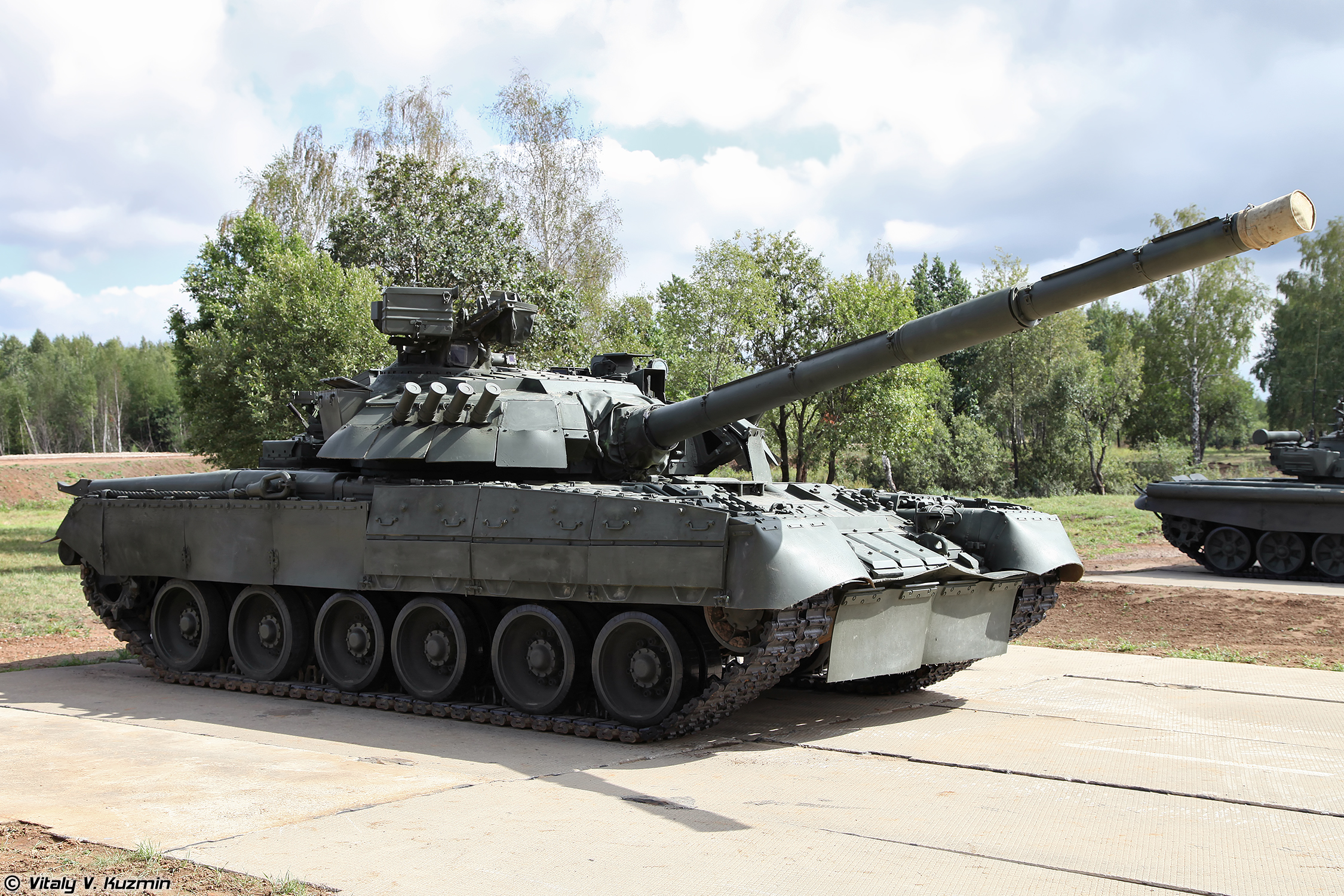
T-80UE-1

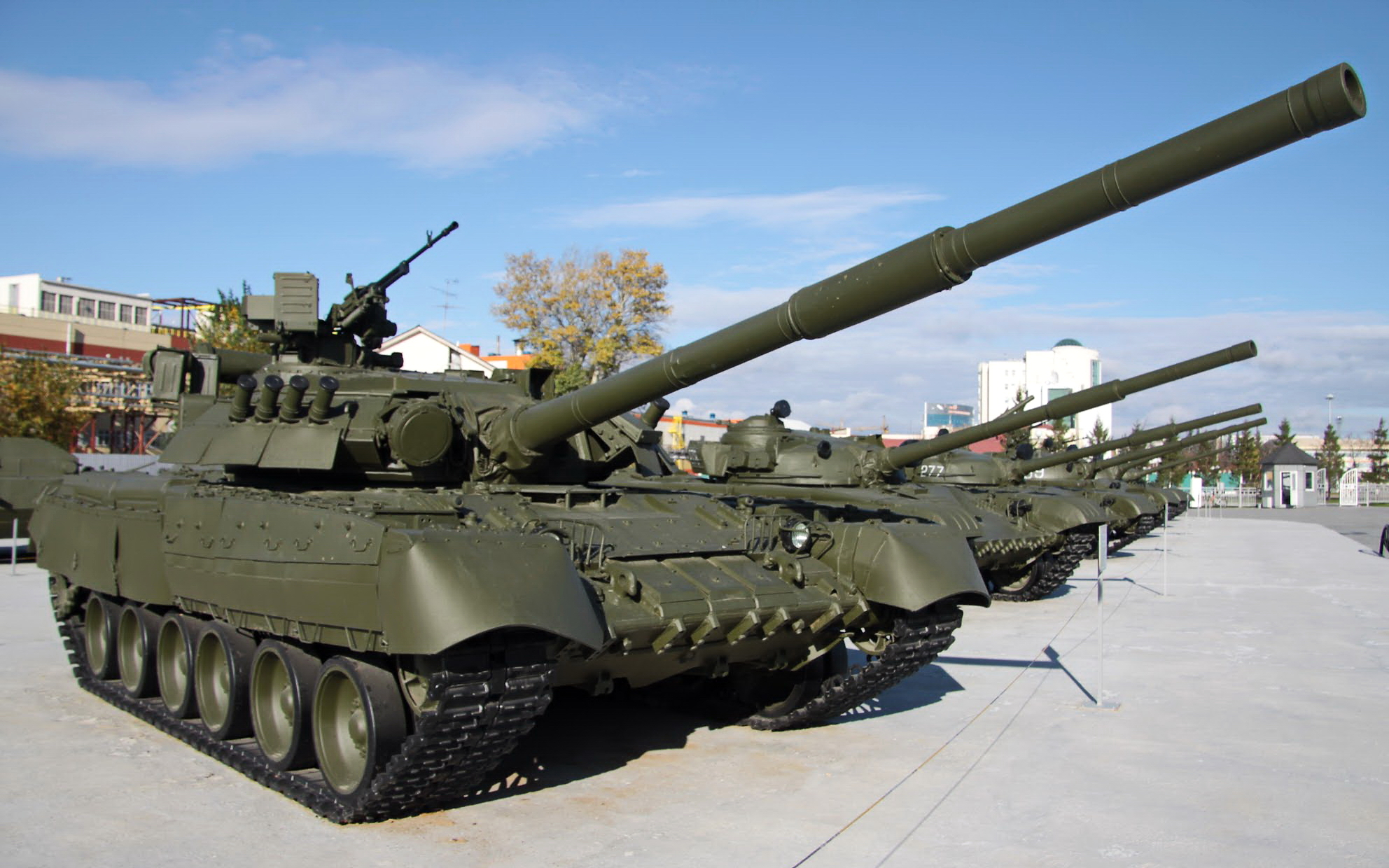
T-80UD

- T-80 (Objekt 219 SP1): 1. Prototyp. Modernisierte Version des T-64T mit SD-1000-Gasturbine mit 1000 PS.
- T-80 (Objekt 219 SP2): Vorserienversion. Mit SD-1000T-Gasturbine mit 1000 PS. Mit analoger Feuerleitanlage mit stereoskopischem Entfernungsmesser sowie 125-mm-Glattrohrkanone 2A46-2 mit Ladeautomat und 38 Schuss Munition.
- T-80 (Objekt 219): 1. Serienversion ab 1976. Verbesserte Version des Objekt 219SP2. Mit Nebelmittelwurfanlage, abgeänderten Optiken und Wannenbug und verstärktem Fahrwerk. Nur wenige hundert Stück produziert.
- T-80B (Objekt 219R): 2. Serienversion ab 1978. Mit modifiziertem Turm sowie diversen Detailverbesserungen, u. a. verbesserter Verbundpanzerung und zusätzlichen 30 mm starken Panzerplatten am Wannenbug. Mit moderner 1A33-Feuerleitanlage, 1W517-Feuerleitrechner und 1K112-Lenkwaffensystem.[11] Mit Gasturbine SG-1000TF mit 1100 PS. Gefechtsgewicht 44,5 Tonnen.
- T-80B (Objekt 219RD): Prototyp mit A-35-2 (2W-16-2)-Dieselmotor mit 985 PS Leistung.
- T-80B (Objekt 219V-46): Prototyp mit W-46-Dieselmotor des T-72 mit 840 PS Leistung.
- T-80B1: Wie T-80B, jedoch ohne Lenkwaffensystem.
- T-80BK (Objekt 660): Kommandantenfahrzeug ab 1978. Mit TNA-Navigationssystem und R-130-Funkausrüstung, aber ohne Lenkwaffen. Verringerter Munitionsvorrat von 28 Schuss 125-mm-Munition.
- T-80BW (Objekt 219RW): Weiterentwicklung des T-80B, die 1985 in Serie ging. Verbesserter T-80B mit 210 bis 222 Panzerkacheln aus Reaktivpanzerung vom Typ Kontakt-1.
- T-80B1W: Wie T-80BW, jedoch ohne Lenkwaffensystem.
- T-80BWK: Kommandantenfahrzeug des T-80BW, mit zusätzlicher Navigations- und Funkausrüstung. Verringerter Munitionsvorrat von 28 Schuss 125-mm-Munition.
- T-80BA (Objekt 219RB): Nachrüstprogramm der russischen Streitkräfte für den T-80B. Ältere T-80B werden auf den Standard des T-80UM nachgerüstet. Inkl. voll stabilisiertem Zielfernrohr 1G46-1, 9M119 „Reflex“-Lenkwaffen, Wärmebildzielfernrohr Agawa-M1 und Reaktivpanzerung vom Typ Kontakt-5 oder Relikt.
- T-80BWM: Modernisierter T-80BW für die russischen Streitkräfte vorgestellt 2017. Mit Relikt-Reaktivpanzerung, 9K119-Lenkwaffenanlage sowie modernisierter Gasturbine GTD-1250TF. Die Feuerleitanlage wurde mit dem neuen Hauptzielfernrohr Sosna-U, einem Wärmebildgerät der dritten Generation und einem neuen Panoramasichtgerät für den Kommandanten ausgestattet. Das Kanonenrohr wurde nach 2A46M-4 aufgerüstet.[5][22][23] Das mutmaßliche Handbuch des T-80BWM wurde Mitte 2024 auf Reddit veröffentlicht.[24]
- T-80UE-1 (Objekt 219AS-1): Nachrüstprogramm der russischen Streitkräfte für den T-80BW. Ältere T-80BW werden mit dem Turm des T-80UD nachgerüstet. Ausgerüstet mit PLISA-Wärmebildgerät, Gasturbine GTD-1250G mit 1250 PS und Reaktivpanzerung vom Typ Kontakt-5 oder Relikt.
- T-80A (Objekt 219A): Modifizierter T-80B ab 1982. Neuer Turm mit experimenteller Verbundpanzerung sowie GTD-1000M-Gasturbine mit 1200 PS. Mit Glattrohrkanone 2A46-1 und 1A42-Feuerleitanlage. Modernere 9K119-Refleks-Lenkwaffenanlage. Auf 45 Schuss vergrößerter Munitionsvorrat. Gefechtsgewicht 47,6 Tonnen. Vorläufer des T-80U. Nur wenige Dutzend produziert.
- T-80AK: Kommandantenfahrzeug des T-80A. Mit zusätzlicher Navigations- und Funkausrüstung.
- T-80AW: Version des T-80A mit Reaktivpanzerung vom Typ Kontakt-1.
- T-80AKW: Kommandantenfahrzeug des T-80AW. Mit zusätzlicher Navigations- und Funkausrüstung und Reaktivpanzerung vom Typ Kontakt-1.
- T-80AT: Modernisierter T-80U für die russischen Streitkräfte. Mit Relikt-Reaktivpanzerung sowie neuer Gasturbine GTD-1250G und verbesserter Kanone 2A46M-4 sowie voll stabilisiertem Zielfernrohr 1G46 und Wärmebildzielfernrohr Agawa-M1.
- T-80U (Objekt 219AS): 2. Generation der T-80-Serie ab 1985. Mit verbesserter Wannen- und Turmpanzerung sowie Kontakt-5-Reaktivpanzerung. Mit Zusatzpanzerung auf dem Turmdach sowie verbessertem Minenschutz an der Wannenunterseite. Mit moderner 9K119-Reflex-Lenkwaffenanlage. Mit vollstabilisierter digitaler 1A45-Irtysch-Feuerleitanlage und verbesserten Kanone 2A42M-1. Ursprünglich wurde eine GTD-1000TF-Gasturbine mit 1100 PS verwendet, die später durch eine GTD-1250 mit 1250 PS und eine GTD-18A-Hilfsturbine ersetzt wurde. Gefechtsgewicht 46,1 Tonnen.
- T-80UK: Kommandantenversion mit R-163-50K und R-163-U-Funkausrüstung sowie TNA-4-3-Landnavigationssystem. Durch die zusätzliche Ausrüstung können nur 30 Schuss 125-mm- sowie 750 Schuss 12,7-mm-Munition mitgeführt werden.
- T-80U-1: Vorserienmodell des T-80U, noch mit älterer 9K112-Lenkwaffenanlage.
- T-80M1 (Objekt 219AM-2): Prototyp eines T-80U ausgerüstet mit dem Arena-Panzerabwehrlenkwaffen-Abwehrsystem.
- T-80UA (Objekt 219AM-1): Nachrüstprogramm der russischen Streitkräfte für den T-80U. Mit Relikt-Reaktivpanzerung sowie neuer Gasturbine GTD-1250G und verbesserter Kanone 2A46M-4. Inkl. voll stabilisiertem Zielfernrohr 1G46-1, Wärmebildzielfernrohr Agawa-M1 und Abwehrkomplex TShU-1 Schtora-1.
- T-80UD Bereza (Objekt 478B): Version des T-80U im Malyschew-Werk in Charkow, Ukraine entwickelt, Serienfertigung ab 1988, mit 1000-PS-Zweitakt-Dieselmotor 6TD, sonst mit T-80U identisch. Rund 500 hergestellt, von denen die russische Armee 200 erhielt.[10]
- T-80UDK (Objekt 484): Kommandantenversion mit zusätzlicher Funkausrüstung sowie Landnavigationssystem.
- T-80UM: Verbesserter T-80U, vorgestellt 1992. Ausgerüstet mit voll stabilisiertem Zielfernrohr 1G46, ballistischem Rechner und Wärmebildzielfernrohr Agawa-M1 für den Richtschützen. Mit Relikt-Reaktivpanzerung und optionalem Lenkwaffen-Abwehrsystem TSch1-7 Schtora-1. Serienfertigung nach wenigen Modellen zugunsten des T-90 eingestellt.
- T-80UM1 Bars: Prototyp, vorgestellt 1997. Mit Schtora- und Arena-Panzerabwehrlenkwaffenabwehrsystem. Mit moderner Relikt-Reaktivpanzerung sowie einer neuen Gasturbine GTD-1250G und verbesserter Kanone 2A46M-4. Die Panzeroberfläche ist mit einer radarabweisenden RPZ-86M-Schicht belegt.
- T-80UM2: Kampfwertsteigerung durch Drosd-2-Verteidigungssystem, Kontakt-5-Reaktivpanzerung und verbesserter Kanone 2A46M-6. Nur ein Prototyp gebaut. Wurde im März 2022 durch ukrainische Artillerie zerstört.[25]
- T-80UME: Exportversion des T-80UM1, vorgestellt 1995. Ohne Arena-Panzerabwehrlenkwaffen-Abwehrsystem. Mit neuem hydrostatischen Getriebe sowie Relikt-Reaktivpanzerung.

## Varianten
- T-84 (Objekt 478DU2): In der Ukraine hergestellte Version. Mit geschweißtem Turm und französischem ALIS-Wärmebildgerät. Kann auch mit Arena- und/oder Schtora-1-Abwehrsystem ausgerüstet werden.
- Ladoga: ABC-geschütztes Kommandofahrzeug für die politische Führung, mit zusätzlicher Klimaanlage, Sauerstofftanks, Kommunikationssystemen und TV-Kameras ausgestattet. Es wurden 5 Stück gebaut. Einer davon wurde während der Nuklearkatastrophe von Tschernobyl eingesetzt.[26] Mindestens eines dieser Fahrzeuge wurde im Angriffskrieg gegen die Ukraine von den russischen Streitkräften eingesetzt[27] und im Juni 2024 zerstört.[28]
- Objekt 640: auf dem T-80U basierender Prototyp. Das Objekt 640, genannt Black Eagle, ist ein verlängerter T-80U mit einem anderen Turm sowie einem weiteren Paar Laufrollen. Der Ladeautomat befindet sich im Turmheck, das mit Sicherheitstüren zum Turminneren und Ausblasklappen, sogenannten „Blow-off-panels“, ausgestattet ist. Sollte die Munition deflagrieren, so leiten die Klappen den Druck nach oben ab, um die Besatzung und den Panzer zu retten. Geplant war, Objekt 640 mit abstandsaktiven Schutzmaßnahmen auszurüsten, Drosd-2, Arena oder Schtora 6/8B. Zusätzlich war ein Radar angedacht, welches Luftfahrzeuge bis in 16 km Entfernung erfassen können sollte.